# Eutrepsia
Eutrepsia is een geslacht van vlinders van de familie spanners (Geometridae), uit de onderfamilie Larentiinae.

## Soorten
- E. bipennis Dyar, 1913
- E. cephisaria Grote, 1881
- E. crusa Druce, 1893
- E. cydonia Druce, 1893
- E. cynaxa Druce, 1893
- E. dispar Walker, 1854
- E. gadowi Prout, 1923
- E. haemataria Herrich-Schäffer, 1855
- E. inconstans Hübner, 1837
- E. lithosiata Guenée, 1858
- E. mamitus Druce, 1889
- E. melanodora Dyar, 1913
- E. mercedes Beutelspacher, 1984
- E. metagrapharia Walker, 1862
- E. monticola Schaus, 1889
- E. neonympha Prout, 1923
- E. orodes Druce, 1897
- E. pacilius Druce, 1885
- E. phanerischyne Dyar, 1910
- E. phoebe Druce, 1889
- E. polyxena Druce, 1893
- E. potentia Druce, 1893
- E. primulina Butler & Druce, 1892
- E. prumnides Druce, 1895
- E. splendens Druce, 1889
- E. striatus Druce, 1885
- E. tortricina Druce, 1893
- E. valbum Thierry-Mieg, 1892